# Festival Voisinages
Le festival Voisinages est un moment de rencontres et de spectacles créé en 2006 par le Conseil régional de la région des Pays de la Loire. Ce festival est coordonné par le théâtre du Grand T (anciennement Maison de la Culture de la Loire-Atlantique) de Nantes.
Le festival Voisinages a pour but d’encourager et de soutenir la création contemporaine ligérienne. Il permet de découvrir la diversité et la richesse artistiques de la création dans la région et d'offrir à de jeunes talents l'opportunité de se produire en public.
Ce festival agit pour favoriser la circulation des œuvres afin d'améliorer l’accès au plus grand nombre, permettre aux artistes de jouer leurs spectacles et ainsi soutenir l’économie fragile de ce secteur en renforçant leur nombre de diffusions.
- 2007 : 12 spectacles dans 12 lieux différents
- 2008 : 65 représentations dans 14 lieux différents

## Programmation
La programmation est très diversifiée :
- Chansons françaises revisitées avec participation du public,
- Films d’animations pour les très jeunes,
- Courts métrages divers,
- Chanteurs, conteurs, lectures à haute voix, (Auteurs-compositeurs-interprètes)
- Humour (avec Michaël Grégorio en 2008),
- Mélange des cultures : Spectacle breton-brésilien, musique africaine du Mali,
- Pièces de théâtre pour jeune public et pour public adulte,
- Comédie musicale,
- Spectacles de cirque,
- Spectacles de marionnettes,

## Partenariat
Le festival Voisinages est financé par la région des Pays de la Loire.
Théâtres de la région participants au festival Voisinage : 
- Épidaure (théâtre de Bouloire, département de la Sarthe),
- Les Quinconces-L'espal (Scène conventionnée du Mans),
- Laval Spectacles (structure à vocation pluri-disciplinaire lavaloise),
- Le Carré (Scène nationale de Château-Gontier),
- Le Fanal (Scène nationale de Saint-Nazaire),
- Le Grand R (Scène nationale de La Roche-sur-Yon),
- Le Grand T (Coordinateur du festival, salle de spectacle de Nantes : théâtre, danse et musique),
- Le Jardin de Verre (théâtre de Cholet)
- Nouveau Théâtre d'Angers (Centre Dramatique National Pays de la Loire, Angers),
- Onyx-La Carrière (salle de spectacles de Saint-Herblain),
- Scènes de Pays dans les Mauges (Beaupréau dans le département de Maine-et-Loire)
- Théâtre de l’Éphémère (Le Mans)
- Théâtre de l'Hôtel de Ville (Saint-Barthélémy-d'Anjou),
- Théâtre universitaire de Nantes (Nantes).